# Wendell (Idaho)
Wendell è una città degli Stati Uniti d'America, situata nello Stato dell'Idaho, nella Contea di Gooding.